# Monumentul Eroului Grigore Alucăi din Războiul de Independență

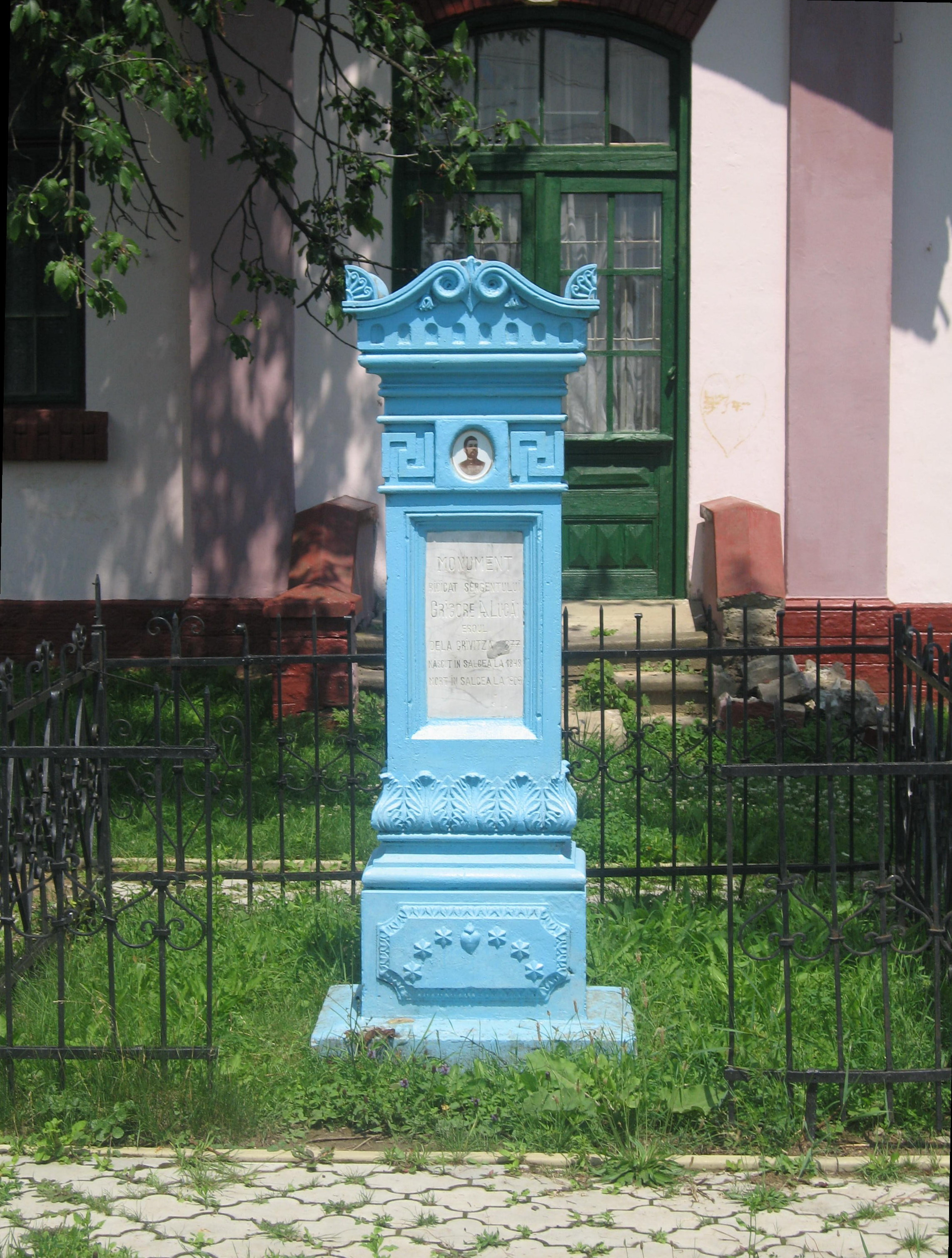
Monumentul eroului Grigore Alucăi din Războiul de Independenţă, aflat în curtea şcolii vechi din Salcea.

Monumentul Eroului Grigore Alucăi din Războiul de Independență este un monument construit în orașul Salcea și dedicat memoriei sergentului Grigore Alucăi (1848-1909), erou din Războiul de Independență (1877-1878). Monumentul se află în curtea școlii vechi din localitate.

## Istoric
În anul 1914, la cinci ani de la moartea sergentului Grigore Alucăi, primul ostaș român care a intrat în reduta Grivița și a înălțat acolo steagul românesc (1877), G. Popovici și cpt. V. Ioanițiu din Botoșani au dezvelit în satul Salcea (satul de unde provenea eroul) un monument în memoria acestuia. 
Monumentul a fost realizat de către sculptorul Pelegrineti, fiind amplasat în curtea școlii vechi din Salcea și împrejmuit cu un gard metalic. Pe una din fețele monumentului, se află fotografia eroului. 
Pe monument se află următoarea inscripție: Monument ridicat sergentului Grigore Alucăi, eroul de la Grivitza 1877, născut în Salcea la 1848, mort în Salcea la 1909.

## Imagini

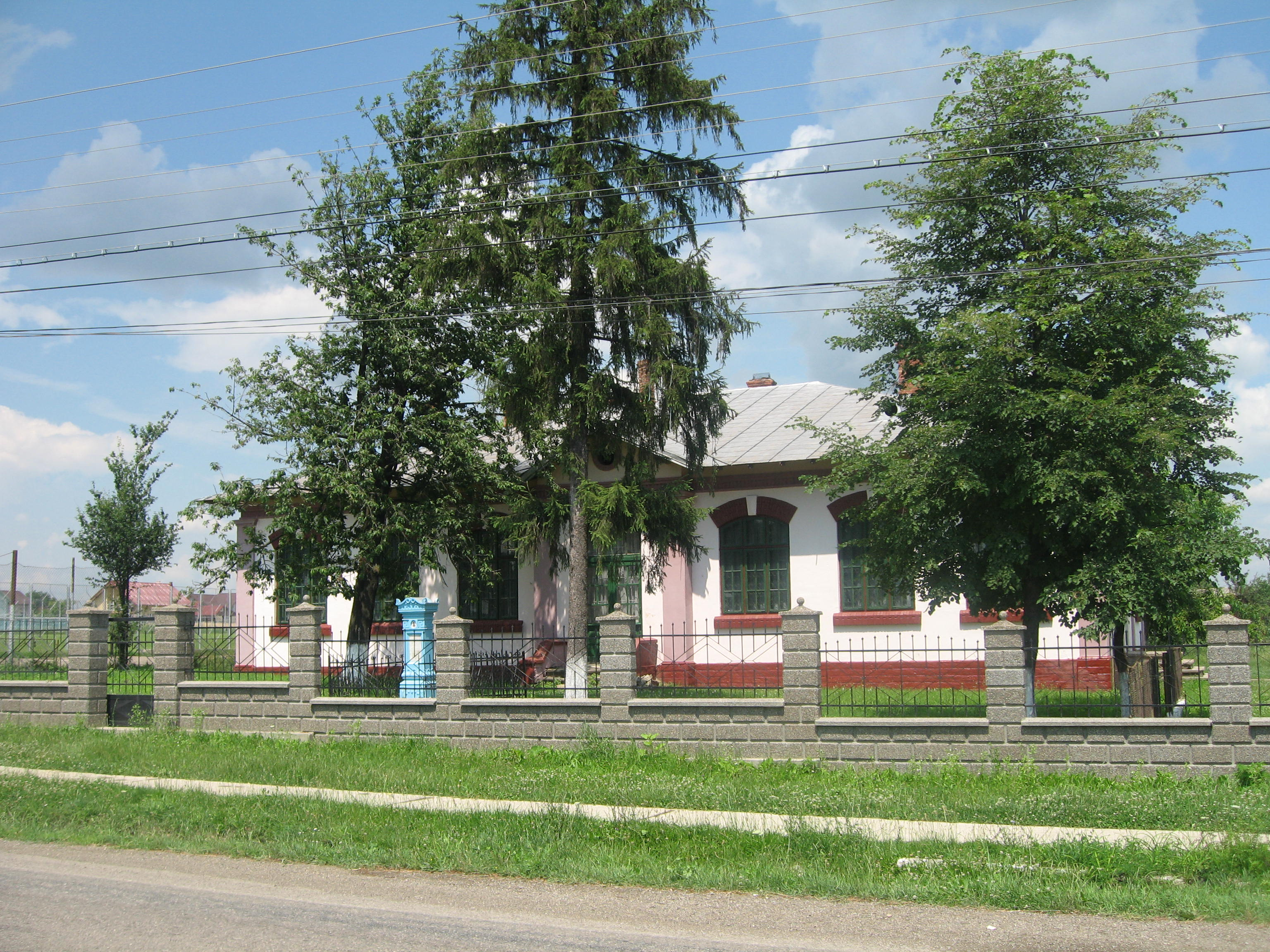
Şcoala veche din Salcea
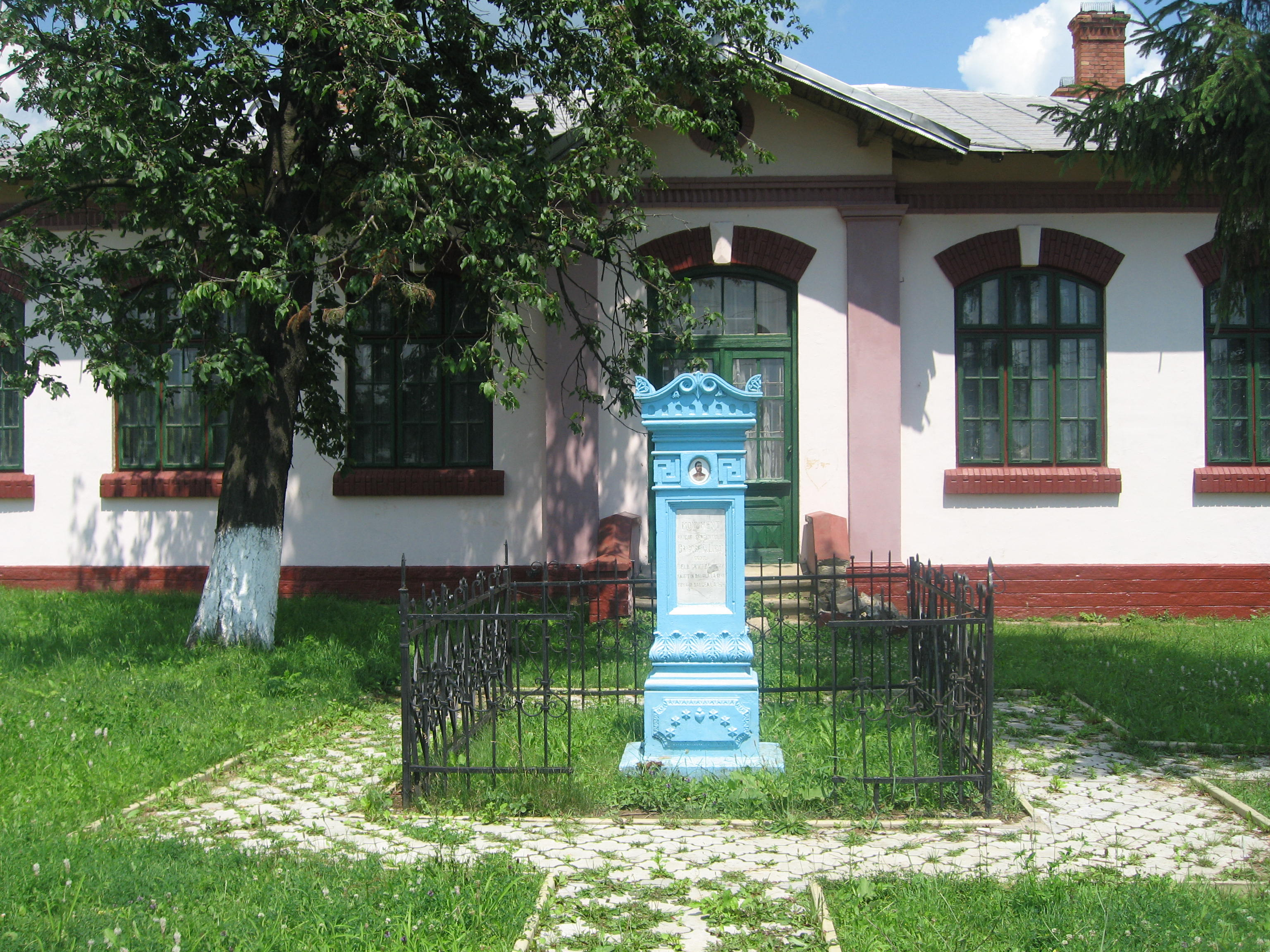
Monumentul eroului Grigore Alucăi